# Hana Yori Dango (телесериал)
Hana Yori Dango (яп. 花より男子 Хана ёри данго, буквально «Лучше мальчики, чем цветы») — японский телесериал (дорама), транслировавшийся на канале TBS в 2005 и 2007 годах. Это был один из популярнейших телесериалов. Является экранизацией одноимённой манги Ёко Камио.

## Название
Название «Хана ёри данго» является игрой слов и основано на японской идиоме 花より団子, которая переводится как «лучше данго (рисовые шарики), чем цветы» и читается «хана ёри данго». Используется для описания человека, который делает что-либо не для высоких целей, а ради денег, еды, плотских утех. По традиции японцы каждую весну ездят за город всей семьёй, чтобы полюбоваться цветением сакуры. Во время созерцания красоты розовых лепестков они едят традиционные рисовые шарики, пьют саке. «Лучше данго, чем цветы» — так отзываются японцы о тех, кто выехал на природу не ради высоких эстетических целей, а чтобы провести время и вкусно поесть. Ёко Камио изменила иероглиф 団 в слове «данго» на 男, и оно стало означать «мальчики». Следует учесть, что 男子 обычно читается «данси»; чтение «данго» показывается фуриганой над иероглифами.

## Сюжет
Макино Цукуси — трудолюбивая и целеустремлённая, но бедная ученица престижной школы Эйтоку Гакуэн, где учится вся «золотая молодёжь» Японии. Хуже того, школу держат под контролем красивые, властные и баснословно богатые F4 или Flower 4, которым никто не смеет бросить вызов.
Цукуси появляется в жизни этой четверки после того, как защищает свою подругу Сакурако, которая случайно проливает на главаря банды сок. Цукуси получает красную метку от F4 и в результате вся школа оборачивается против неё. Но Макино решает проучить F4 и объявляет им войну. Цукасу Домёдзи, главу четвёрки, задевает её упорство и он влюбляется в Цукуси. Но сама она давно любит его лучшего друга, романтичного и загадочного Рюи Ханадзава.

## Актёры

### В главных ролях
- Мао Иноуэ в роли Макино Цукуси (яп. 牧野 つくし)
- Дзюн Мацумото в роли Цукасы Домёдзи (яп. 道明寺 司)
- Сюн Огури в роли Руя Ханадзавы (яп. 花沢 類)
- Сёта Мацуда в роли Содзиро Нисикадо (яп. 西門 総二郎)
- Цуёси Абэ в роли Акиры Мимасаки (яп. 美作 あきら)

### Актёры второго плана
- Аки Нисихара в роли Юки Мацуоки (яп. 松岡 優紀)
- Маюми Сада в роли Сидзуки Тодо (яп. 藤堂 静)
- Мэгуми Сато в роли Сакурако Сандзё (яп. 三条 桜子)
- Нанако Мацусима в роли Цубаки Домёдзи (яп. 道明寺 椿)
- Марико Кага в роли Каэдэ Домёдзи (яп. 道明寺 楓)
- Такако Като в роли Сатиё Сэнгоку (Оками-сан) (яп. 千石 幸代)
- Сусуму Кобаяси в роли Харуо Макино (яп. 牧野 晴男)
- Мако Исино в роли Тиэко Макино (яп. 牧野 千恵子)
- Сатоси Томиура в роли Сусуму Макино (яп. 牧野 進)

## Премии и награды
47th Television Drama Academy Awards
- Победитель: Лучшая актриса — Мао Иноуэ
- Победитель: Лучший актёр — Дзюн Мацумото

52nd Television Drama Academy Awards
- Победитель: Лучший сериал[2]

## Продолжение
После успеха телесериала, в 2008 году вышел фильм «Hana Yori Dango Final» с теми же актёрами в главных ролях.